# Красна (Надвірнянський район)

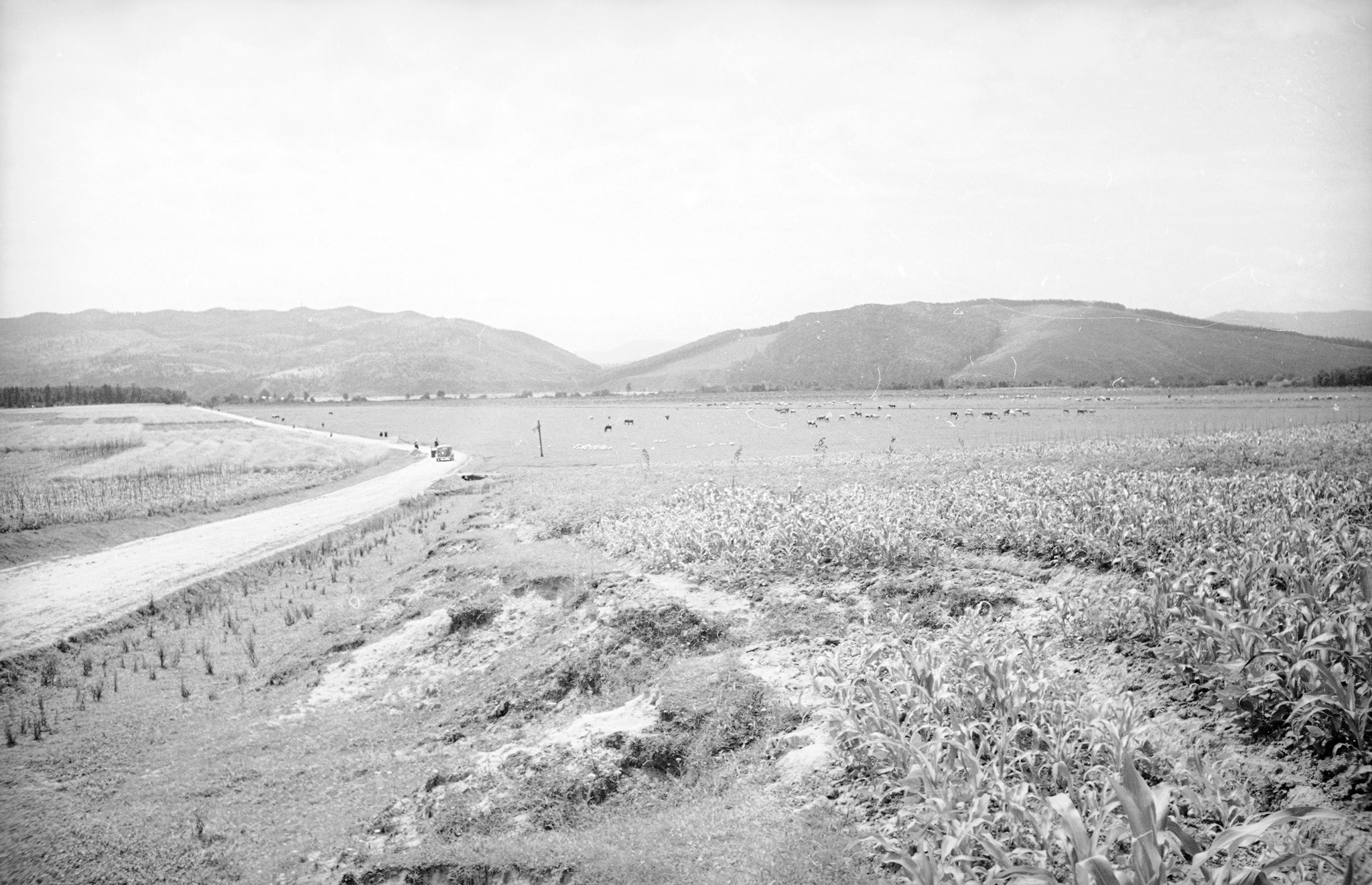
Дорога возова

Кра́сна — село в Україні, у Надвірнянській міській територіальній громаді Надвірнянського району Івано-Франківської області. Населення становить 3,1 тис. осіб.
Офіційний сайт села Красна http://www.krasna.hol.es/ [Архівовано 8 березня 2016 у Wayback Machine.]

## Розташування
Село, центр старостинського округу, розташоване на річці Красна на віддалі 12 км від Надвірної, до залізничної станції Ланчин — 4 км. На захід від села розташований лісовий заказник «Красна».

## Символіка

### Герб
У лазуровому щиті виникають три підвищених пагорби, середній ззаду, обтяжених золотим колодязем з срібним потоком, що витікає з-під нього, і супроводжуваним справа трьома золотими колоссями, а зліва - чорними стеблами без числа з лазуровими кульками на кінцях.

### Прапор
На квадратному блакитному полотнищі три зелені пагорби з білим потоком, що протікає посередині. По краях полотнища облямівка з блакитних та жовтих трикутників. Ширина облямівки становить 1/20 ширини прапора.

## Історія
У Красній та Верхньому Майдані знайдено знаряддя праці доби пізнього палеоліту. Перша письмова згадка про село належить до 1455 року. 
Під час визвольної війни 1648–1654 pp. багато жителів Красної приєдналося до загонів Семена Височана. 
Патріотичний запал село підтвердило і участю в Українській Галицькій армії, брали участь і в національно-визвольних змаганнях у 40-50-х роках минулого століття. Тоді з цього села загинуло 110 осіб. 
22 жовтня 1939 року красняни зібралися коло церкви і відмовлялися йти на виборчу дільницю та голосувати за єдиного кандидата до Народних Зборів Західної України, одноголосно заявляючи: «Ми за комунію голосувати не будемо. Хай живе віра і самостійна Україна!»
Високий дух демонструють красняни і тепер на російському фронті.

## Сучасність
У Красній діє Краснянський ліцей, дитячий садок «Дзвіночок», бібліотека, фельдшерсько-акушерський пункт, сільський клуб. Село не газифіковане, хоча збудовано підвідний газопровід. Красна має вуличне освітлення.
На території села зареєстрована греко-католицька церква Різдва Пресвятої Діви Марії, пахований— отець Іван Бойко.

## Населення

### Мова
Розподіл населення за рідною мовою за даними перепису 2001 року:
| Мова       | Кількість | Відсоток |
| ---------- | --------- | -------- |
| українська | 3218      | 99.75%   |
| російська  | 5         | 0.16%    |
| румунська  | 2         | 0.06%    |
| білоруська | 1         | 0.03%    |
| Усього     | 3226      | 100%     |

## Відомі люди
В селі народився письменник Василь Левицький.